# 部落解放全国委員会
部落解放全国委員会（ぶらくかいほうぜんこくいいんかい）とは、戦後の同和団体の一つ。全国水平社の後身であり、同和主要5団体（部落解放同盟、全国部落解放運動連合会（現：全国地域人権運動総連合）、全日本同和会、自由同和会、部落解放同盟全国連合会）の前身にあたる。

## 概要
1946年2月19日、松本治一郎など全国水平社の指導者たちや融和事業団体の役員たちが京都市新聞会館に集まり、全国部落代表者会議を開催した折に結成。23府県から240人が参集、発起人は松本のほか朝田善之助・北原泰作・武内了温・梅原真隆・山本政夫らであった。呼びかけのビラでは全国水平社の名を踏襲していたが、新組織の名称にこれを採用しなかったのは、部落民による水平運動や融和運動の個々の立場を超越し、部落解放を望む者全てが幅広く参加できる大同団結の組織を創ろうとの理念による。
翌2月20日、部落解放人民大会が開催され、中川喜久（日本進歩党）・高山義三（日本自由党）・鈴木茂三郎（日本社会党）・野坂参三（日本共産党）が出席して挨拶した。
従来は差別者個人への糾弾を運動の柱としていたが、1951年のオールロマンス事件を機に、行政糾弾闘争へと転換した。イデオロギー的にも部落差別を単なる偏見とする立場を脱し、その淵源を資本主義社会の政治経済構造に求める立場へと変遷した。
1955年8月27日-28日、大阪市中之島公会堂で開催された第10回大会にて部落解放同盟と改称。その理由は、委員会という名称には部落民の代表者組織という選良的な語感があるためにそれを一掃し、部落ぐるみの広範な闘争を展開する大衆団体であることを明確にするためだったという。